# 쇠물푸레나무
쇠물푸레(학명: Fraxinus sieboldiana) 또는 쇠물푸레나무는 꿀풀목 물푸레나무과 물푸레나무속에 속하는 활엽 교목으로, 주로 산간 지역과 계곡에서 많이 자라는 나무이다. 높이는 약 10m 안팎이다.